# Adoxophyes honmai nucleopolyhedrovirus
Adoxophyes honmai nucleopolyhedrovirus es una especie de virus del género Alphabaculovirus. El virus tiene una única nucleocápside e infecta la polilla Adoxophyes honmai, una de las plagas más importantes de las plantas de té en Japón. Este virus tiene un genoma de ADN bicatenario compuesto por 111 kb.